# Piazzale della Libertà
Il piazzale della Libertà è una piazza sul lungomare della città di Pesaro.

## Caratteristiche
Il piazzale della Libertà divide in due il litorale, e a sud di esso si apre un lungo tratto di spiaggia, protetto da una serie di scogli contro la erosione del mare. Il piazzale è dominato dal Villino Ruggeri, un esempio di architettura liberty, mentre al centro si trova una grande sfera di metallo, opera dello scultore Arnaldo Pomodoro e chiamata dai pesaresi La palla.